# 13260 Sabadell
Sabadell (asteróide 13260) é um asteróide da cintura principal, a 2,1509107 UA. Possui uma excentricidade de 0,1561887 e um período orbital de 1 486,46 dias (4,07 anos).
Sabadell tem uma velocidade orbital média de 18,65538523 km/s e uma inclinação de 12,75095º.
Este asteróide foi descoberto em 23 de Agosto de 1998 por Ferran Casarramona, Antoni Vidal.